# Chlamysperma polygama
Chlamysperma polygama là một loài thực vật có hoa trong họ Cúc. Loài này được Triana mô tả khoa học đầu tiên năm 1858.